# Nephasth
Nephasth war eine brasilianische Brutal-Death-Metal-Band aus Porto Alegre, Rio Grande do Sul, die im Jahre 1997 gegründet wurde und sich 2005 wieder auflöste.

## Geschichte
Die Band wurde im April 1997 unter dem Namen Interior Soul von Rafael Barros (E-Gitarre), Marcos Moura (E-Gitarre), Fabio Lentiono (E-Bass, Gesang) und Mauricio Weimar (Schlagzeug) gegründet. Sechs Monate später veröffentlichten sie die erste Demo namens Interior Soul. Dadurch erhielten sie vermehrt Aufmerksamkeit und konnten ihre ersten Konzerte spielen, zusammen mit Bands wie Krisiun und Rebaelliun.
Gegen Ende des Jahres 1999 änderten sie ihren Namen in Nephasth und nahmen neues Material im Studio 1000 in Porto Alegre auf. Aus dieser Aufnahmesession entstand die Demo The Merciless Face of Evil. Die Demo wurde von der Band selbst finanziert und wurde dazu verwendet, um sie an verschiedene Labels zu senden und sie auf Konzerten zu verteilen.  Die Lieder der Demo wurden auf dem Split-Album Brazilian Assault von Relapse Records im Jahre 2001 verwendet.
Im Juli 2000 begannen die Aufnahmen zum Debütalbum Immortal Unholy Triumph, erneut im Studio 1000. Abgemischt wurden die Aufnahmen in den ABStudios. Arno Brugalli mischte das Album ab. Der Tonträger wurde im Oktober desselben Jahres fertiggestellt. Im Oktober kam es auch zu einem Vertrag mit Massive Management.
Einen Monat später wurde das Album im Studio 333 von Bartłomiej Kuźniak gemastert, welcher schon vorher mit Bands wie Vader, Decapitated und Dies Irae  zusammengearbeitet hatte. Jacek Winiewski gestaltete die Verpackung des Albums. Immortal Unholy Triumph wurde im Mai 2001 in Europa über Mighty Music. veröffentlicht.
Das zweite Album Conceived by Inhuman Blood wurde im März 2004 ebenfalls über Mighty Music veröffentlicht. Die Band trennte sich im Juli 2005 aufgrund musikalischer Differenzen der Bandmitglieder.

## Stil
Stilistisch prägend ist der Wechsel zwischen verschiedenen Tempi und Rhythmen. Charakteristisch ist zudem das aggressive Growling. Verglichen wird die Band mit anderen brasilianischen Bands wie Krisiun.

## Diskografie

### Als Interior Soul
- Interior Soul (Demo, 1997, Eigenveröffentlichung)
- Andvancded Tape 99 (Demo, 1999, Eigenveröffentlichung)

### Als Nephasth
- The Merciless Face of Evil (Demo, 1999, Eigenveröffentlichung)
- Brazilian Assault (Split-Album mit Abhorrence, Ophiolatry und Mental Horror, 2000, Relapse Records)
- Immortal Unholy Triumph (Album, 2001, Mighty Music)
- Conceived by Inhuman Blood (Album, 2004, Mighty Music)